# Proskokowo
Proskokowo (ros. Проскоково) – wieś (sieło) w Rosji, w obwodzie kemerowskim, w rejonie jurgińskim. W 2010 liczyła 1749 mieszkańców.